# Oksana Jakowljewa
Oksana Mykolajiwna Jakowljewa (ukrainisch Оксана Миколаївна Яковлєва, wiss. Transliteration Oksana Mykolaïvna Jakovljeva; * 6. Oktober 1980 in Dubrowka) ist eine ehemalige ukrainische Biathletin.
Oksana Jakowljewa ist Studentin und startet für Dynamo Sumy aus ihrer Heimatstadt. Ihr internationales Debüt gab sie noch ohne größere Erfolge bei den Juniorenweltmeisterschaften 1999 in Pokljuka. Im folgenden Jahr wurde sie bei dieser Veranstaltung, die in Hochfilzen ausgetragen wurde, Fünfte im Einzel und in der Verfolgung. An Junioren-Europameisterschaften nahm sie erstmals 2000 in Zakopane teil und gewann Gold in der Verfolgung. 2001 in Haute-Maurienne kam eine weitere Goldmedaille im Einzel und Bronze mit der Staffel hinzu, diesmal im Erwachsenenbereich. Bronze mit der Staffel gewann sie auch 2002 in Kontiolahti. Im folgenden Jahr in Forni Avoltri verpasste Jakowljewa eine Medaille mit der ukrainischen Staffel als Vierte. 2005 in Minsk wurde die Staffel nur noch Fünfte. 2005 in Nowosibirsk nahm sie wieder an Europameisterschaften teil und gewann Silber mit der Staffel. In Bansko 2007 wiederholte sie ihren Einzeltriumph von 2001 und holte außerdem Bronze mit der Staffel. 2008 in Nove Mesto hatte sie ihre erfolgreichsten Europameisterschaften bisher mit Siegen in Sprint und Staffel und einem zweiten Platz in der Verfolgung.
Ihr Biathlon-Weltcup-Debüt gab Oksana Jakowljewa 1999 bei einer Staffel in Hochfilzen (5.). Ihr erstes Einzelrennen war ein Sprint in Pokljuka (56.). Bei ihrer dritten Weltcupstation Osrblie gewann sie als 21. im Einzel erstmals Weltcuppunkte. Vier Jahre später konnte sie mit einem 12. Platz in einem Sprint an gleicher Stelle ihre bislang beste Einzelplatzierung erreichen. Bestes Ergebnis überhaupt war 2005 ein fünfter Platz mit der Staffel in Oberhof.
An Olympischen Spielen nahm Jakowljewa 2002 in Salt Lake City teil. Sie startete nur im Einzel und wurde dort 27. Seit 2003 in Chanty-Mansijsk nahm sie an allen Biathlon-Weltmeisterschaften teil. Bestes Einzelergebnis war ein 15. Platz im Einzel bei den Weltmeisterschaften 2005 in Hochfilzen. Mit der Staffel konnte sie 2003 ihre erste und 2008 in der Besetzung Wiktorija und Walentyna Semerenko sowie Oksana Chwostenko eine weitere Silbermedaille gewinnen.

## Biathlon-Weltcup-Platzierungen
Die Tabelle zeigt alle Platzierungen (je nach Austragungsjahr einschließlich Olympische Spiele und Weltmeisterschaften).
- 1.–3. Platz: Anzahl der Podiumsplatzierungen
- Top 10: Anzahl der Platzierungen unter den ersten zehn (einschließlich Podium)
- Punkteränge: Anzahl der Platzierungen innerhalb der Punkteränge (einschließlich Podium und Top 10)
- Starts: Anzahl gelaufener Rennen in der jeweiligen Disziplin
- Staffel: inklusive Mixed- und Single-Mixed-Staffeln

| Platzierung                      | Einzel | Sprint | Verfolgung | Massenstart | Staffel | Gesamt |
| -------------------------------- | ------ | ------ | ---------- | ----------- | ------- | ------ |
| 1. Platz                         |        |        |            |             |         |        |
| 2. Platz                         |        |        |            |             | 2       | 2      |
| 3. Platz                         |        |        |            |             |         |        |
| Top 10                           |        |        |            |             | 14      | 14     |
| Punkteränge                      | 9      | 4      | 5          | 1           | 22      | 41     |
| Starts                           | 20     | 42     | 20         | 1           | 22      | 105    |
| Stand: nach der Saison 2009/2010 |        |        |            |             |         |        |